# Bruce Greenwood
Stuart Bruce Greenwood (Rouyn-Noranda, Québec, 12 de agosto de 1956) é um ator canadense. É mais conhecido por desempenhar o papel de presidente nos filmes National Treasure: Book of Secrets e Thirteen Days. Foi um dos destaques do elenco de Star Trek em 2009.

## Trabalhou em
- First Blood (1982)
- Wild Orchid (1990)
- Passenger 57 (1992)
- Exotica (1994)
- The Sweet Hereafter (1997)
- Fathers' Day (1997)
- Disturbing Behavior (1998)
- Double Jeopardy (1999)
- Rules of Engagement (2000)
- Thirteen Days (2000)
- Here on Earth (2000)
- Below (2002)
- Swept Away (2002)
- The Magnificent Ambersons (2002)
- The Core (2003)
- Hollywood Homicide (2003)
- I, Robot (2004)
- Being Julia (2004)
- Racing Stripes (2005)
- Saving Milly (2005)
- The World's Fastest Indian (2005)
- Capote (2005)
- Eight Below (2006)
- Déjà Vu (2006)
- National Treasure: Book of Secrets (2007)
- I'm Not There (2007)
- Star Trek (2009)
- Batman: Under the Red Hood (2010)
- Flight (2012)
- Star Trek: Into Darkness (2013)
- American Crime Story (2016)
- Spectral (2016)
- Gold (2016)